# Јоаким I Цариградски
Јоаким I (грч. Ιωακειμ Α) је био цариградски патријарх, који је обављао дужност патријарха шест година (1498-1504).
Претходник патријарха Јоакима I био је Максим IV, а његов наследник патријарх Пахомије I .

## Биографија
Јоаким I је пре избора на патријаршијски престо кратко време био митрополит драмски. Изабран је на патријаршијски трон на седници Светог Цариградског синода једногласном одлуком након абдикације цариградског патријарха светог Нифонта II.
Време ступања на престо Јоакима I одређено је повељом коју је патријарх Јован дао манастиру, а која је датирана у август 1498. године. Према хроничару, Јоаким I је био млад, али честит, „леп и леп, и цео свет га је волео“.
Према причи Кирила Лавриота, Јоаким је био „угледан, толерантан, једноставан и учен, одгајан за рај и био је пун милости“. Кирил Лавриот такође истиче да је Јоаким I, када је изабран, имао око 30 година.
После избора Јоакима I 1499-1500, посетио је своју бившу епархију у градовима Драма и Сер, у пратњи петорице епископа.
Крајем 1501. отпутовао је у Грузију, где су многи Грци побегли након што су Турци заузели Трапезунд 1461. године, да прикупи прилоге и стара се о пастви, као и да благослови епископе и стадо тих места где је „провео много година свог живота“. Ова назнака хроничара може послужити као доказ о пореклу Јоакима I из Трапезундске области. Милостиња коју је Јоаким I прикупио у Понту и Грузији омогућила је да се финансијска ситуација Цариградске цркве мало побољша.
У одсуству Јоакима I, митрополит силивријски је почео да шири намерно лажне гласине о патријарху, што је закомпликовало односе између Цариградске патријаршије и Османске порте.
Јоаким I је убрзо био приморан да напусти Патријаршију под притиском османских власти. Преселио се да живи на обали Босфора, у цариградском предграђу Хрисокерамосу. У почетку је свети Нифонт поново изабран да замени Јоакима I, али је одбио да преузме престо, након чега је свети Синод изабрао митрополита Зихнијског Пахомија.
Године 1504. Јоаким I је поново изабран на патријаршијски престо напорима својих присталица, који су постигли Пахомијево свргавање. Да би побољшао економску ситуацију Цариградске цркве, Јоаким I је отишао у Молдавију, али га је владар Богдан III хладно примио и није могао да прикупи велике суме новца.
Јоаким I је умро на повратку у Цариград; сахрањен у патријаршијској цркви великомученика Георгија у Фанару, у Цариграду.